# Fame: Britney Spears
Para la biografía, ver Britney Spears
Fame: Britney Spears es un cómic creado por Bluewater Productions en 2010. En el cómic, se cuenta la historia de la cantante americana Britney Spears desde sus inicios, ascenso a la fama, controversias y demás detalles de la vida privada y pública de la cantante. El cómic cuenta con 32 páginas donde se relata brevemente toda la vida de Spears.

## Historia del personaje
Britney Spears es una cantante americana que salto a la fama al debutar su primer sencillo "...Baby One More Time" (1998) lanzado de su álbum debut "...Baby One More Time". Desde el lanzamiento de su sencillo debut, el público vio en Britney la imagen de una adolescente dulce; sin embargo, a medida que el tiempo fue pasando, Britney empezó a mostrar su lado sexy. Durante una larga trayectoria musical (1998-presente) ha lanzado siete álbumes de estudio "...Baby One More Time" (1999), "Oops!... I Did It Again" (2000), "Britney" (2001), "In the Zone" (2003), "Blackout" (2007), "Circus" (2008) y "Femme Fatale" (2011). Además, ha lanzado tres álbumes recopilatorios "Greatest Hits: My Prerogative" (2004), "B in the Mix: The Remixes" (2005) y "The Singles Collection" (2009).

## Logros y otros
Desde el lanzamiento de su álbum debut hasta la actualidad, Britney Spears ha vendido más de 100 millones de discos a nivel mundial haciéndola una de las artistas que más ha vendido en la historia de la música. De acuerdo a la asociación musical estadounidense RIAA, Spears es la 8ª artista femenina de mayor venta en los Estados Unidos, con 33 millones de álbumes certificados, durante la década del 2000 es considerada por la revista Billboard como una tres artistas femeninas más importantes de esa década. Además de ello, veintisiete de sus sencillos se han convertido en éxitos top 40 en el ranking radial Pop Songs de la revista Billboard, con trece top 10 de ellos y cinco N.º 1.8. En junio de 2010, Spears ocupó el sexto lugar en la lista Forbes de las 100 celebridades más poderosas e influyentes en el mundo, es también la tercera cantante más mencionada en Internet, según la revista Forbes.
Su éxito en la industria de la música, le ha llevado a incursionar en otras industrias, incluyendo la del cine y la televisión. La más reconocida ha sido el papel protagónico que interpretó en el año 2002 en la película Crossroads. Además de ello, su fama como cantante también la ha llevado a representar importantes campañas comerciales, incluyendo su propia línea de perfumes. Después que la artista se casara con el bailarín Kevin Federline, su vida fue blanco de la prensa rosa y paparazzis que siguieron a la cantante y aún más luego de su divorcio y sus posteriores problemas personales, Britney logró salir adelante durante los siguientes años y dejó atrás todos sus problemas para retomar su carrera y la custodia de sus hijos, es considerada como un ejemplo de sobrevivencia y superación personal dentro y fuera del mundo del espectáculo.

## Otros personajes de la serie
- Justin Timberlake: Cantante, productor y compositor americano. Fue novio de Britney en el 2002. Sin embargo, la relación entre los dos resultó en rompimiento. El término de su relación sentimental con Justin Timberlake causó un gran revuelo en los medios de comunicación en marzo de 2002, no obstante y rodeados de muchos rumores de infidelidad, ninguno de los dos especificó la razón de la separación. Cuando Justin lanzó el sencillo "Cry Me a River" en 2003, se especuló que la letra de la canción tenía relación directa con su separación con Britney y una supuesta infidelidad por parte de ésta. La versión cobró importancia al estrenarse el video musical de la canción, ya que aparecía un triste Justin, acompañado de una mujer rubia, muy similar a Britney, en un ambiente lluvioso y melancólico. En eun ser acuático encontrado en una pecera, con la inscripción: "Ichtyo Sapiens, 14 de abril de 1865", el día que murió Abraham Lincoln. Es muy inteligente, y se desenvuelve como pez en el agua. Es el mejor amigo de Hellboy, y suelen ir juntos a las diversas misiones de la Agencia. Tras una serie de casos, una vez Hellboy abandona la agencia, Abe descubre que tuvo un pasado humano...Fue conocido como Langdom Caul un aristócrata de la época victoriana.

- Kevin Federline: Inicialmente fue bailarín de Spears. Tiempo después, se conoció que los dos sostenían una relación sentimental. El amor entre los dos, dio frutos. En el 2005 nació su primogénito Sean Presto (n. 14 de septiembre de 2005), un año más tarde nació su segundo hijo Jayden James (n. 12 de septiembre de 2006). Tiempo después, la pareja anunció su separación.

- Christina Aguilera: Cantante, compositora y productora americana. Formó parte del The All New Mickey Mouse Club en 1992 donde compartió escena con Britney Spears y Justin Timberlake. Junto a Britney Spears y Madonna protagonizaron un concierto polémico donde vestidas de novias durante el concierto se dieron un beso.

- Madonna: Cantante, productora, compositora y empresaria americana. Junto a Britney Spears grabaron el tema Me Against the Music para el álbum In the Zone pero además, protagonizaron junto a Christina Aguilera el show más polémico de toda la historia al besarse.

## Acontecimientos Importantes
- Ingreso de Britney al medio (1992)
- Lanzamiento de su sencillo y álbum debut (1998-1999)

## Lanzamientos
- Amazon: 14 de mayo de 2011